# Томськ
Томськ — місто в Росії, провідний освітній і науковий центр Сибіру, адміністративний центр однойменних області й району.

## Географія
Томськ розташований в основному на правому березі річки Томі, за 50 км від її впадання в Об, за 3,5 тис. км від Москви. За 12 кілометрів на північ від Томська розташоване місто Сєверськ, у минулому Томськ-7.
Площа міста — 29 289 га. Місто має поділ на 4 райони: Кіровський, Радянський, Ленінський, Жовтневий.

## Населення
Населення 547 989 чоловік (на 1 січня 2013 року), 32-е місце по чисельності населення в Росії. (1897 — 52 тис. чол., 1926 — 92 тис. чол., 1939 — 145 тис. чол., 1959 — 249 тис. чол., 1970 — 339 тис. чол., 1979 — 421 тис. чол.).

## Клімат
Клімат континентальний. Середньорічна температура: −1,3 °C. Зима сувора і тривала, мінімальна зареєстрована температура −55 °C (січень 1969). Середня температура січня: −19…-21 °C, середня температура липня: +17…+18 °C. Річна кількість опадів — 435 мм.
| Клімат Томськ                              | Клімат Томськ | Клімат Томськ | Клімат Томськ | Клімат Томськ | Клімат Томськ | Клімат Томськ | Клімат Томськ | Клімат Томськ | Клімат Томськ | Клімат Томськ | Клімат Томськ | Клімат Томськ | Клімат Томськ |
| Показник                                   | Січ.          | Лют.          | Бер.          | Квіт.         | Трав.         | Черв.         | Лип.          | Серп.         | Вер.          | Жовт.         | Лист.         | Груд.         | Рік           |
| Абсолютний максимум, °C                    | 3,7           | 7,5           | 17,7          | 30,1          | 34,4          | 34,7          | 35,6          | 33,8          | 31,7          | 25,1          | 11,6          | 6,5           | 35,6          |
| Середній максимум, °C                      | −13,4         | −9            | −0,4          | 8,7           | 17,5          | 23,0          | 25,0          | 21,9          | 14,7          | 6,3           | −4,8          | −11,1         | 6,5           |
| Середня температура, °C                    | −17,5         | −14,2         | −6,3          | 2,6           | 10,4          | 16,5          | 18,8          | 15,9          | 9,2           | 2,0           | −8,2          | −14,9         | 1,2           |
| Середній мінімум, °C                       | −21,2         | −18,4         | −11,2         | −2,2          | 4,9           | 11,2          | 13,8          | 11,3          | 5,2           | −1,1          | −11,3         | −18,5         | −3,1          |
| Абсолютний мінімум, °C                     | −55           | −51,3         | −42,4         | −31,1         | −17,5         | −3,5          | 1,5           | −1,6          | −8,1          | −29,1         | −48,3         | −50           | −55           |
| Середня кількість сонячних годин на місяць | 57            | 104           | 169           | 224           | 258           | 314           | 316           | 253           | 171           | 86            | 51            | 41            | 2044          |
| Норма опадів, мм                           | 36            | 26            | 29            | 35            | 50            | 60            | 72            | 68            | 52            | 53            | 55            | 51            | 587           |
| Днів з дощем                               | 0,3           | 0,3           | 2             | 12            | 16            | 17            | 17            | 17            | 19            | 15            | 5             | 1             | 122           |
| Днів зі снігом                             | 23            | 21            | 17            | 13            | 4             | 0,3           | 0             | 0             | 2             | 14            | 22            | 26            | 142           |
| Вологість повітря, %                       | 81            | 78            | 72            | 65            | 61            | 70            | 76            | 79            | 79            | 80            | 83            | 82            | 76            |
| ------------------------------------------ | ------------- | ------------- | ------------- | ------------- | ------------- | ------------- | ------------- | ------------- | ------------- | ------------- | ------------- | ------------- | ------------- |

## Історія
Заснований у 1604 році як Томський острог на кордоні Московської держави з єнісейськими киргизами та джунгарами. У 1804–1924 роках губернське місто, з кінця 19 століття — головний культурний центр Сибіру (3 вищі школи, з 1888 найстарший в Сибіру університет).
У другій половині XIX століття — головний центр сибірського обласництва. У 1917–1918 роках у місті розташовується Сибірська обласна дума, що проголосила Сибірську республіку, під контролем якої місто знаходилося влітку 1918 року. Надалі під час громадянської війни — у Російській державі Колчака та РРФСР. З 1944 року — адміністративний центр Томської області.

## Освіта

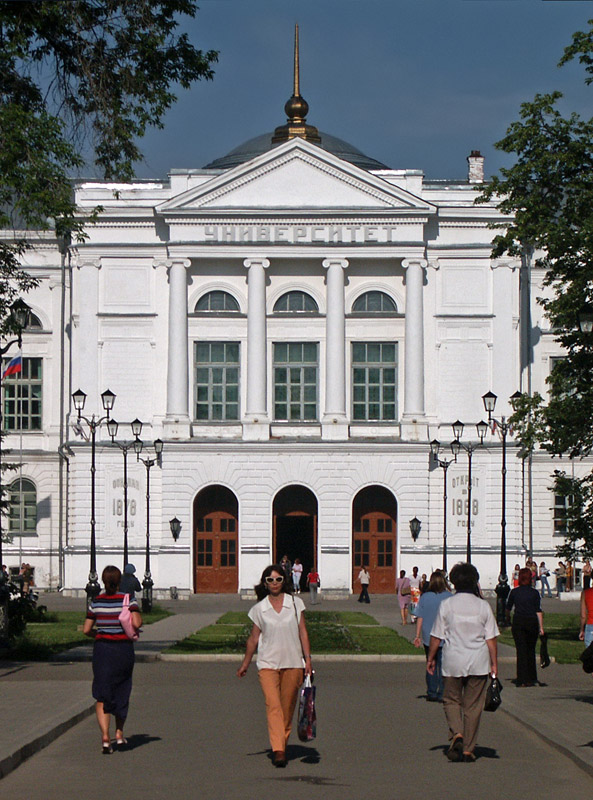
Томський державний університет

У 1878 у Томську був заснований (відкритий у 1888) перший у Сибіру університет — Томський державний університет. У 1896 було засновано (відкрито в 1900) перше в Сибіру вищий технічний навчальний заклад — Технологічний інститут (зараз Томський політехнічний університет).
Число студентів вишів у 2003 становило 83,6 тис. чоловік, тобто студенти становлять 1/6 населення міста, за цим показником Томськ займає перше місце в Росії.

## Наука
Томськ — важливий науковий центр, багато в чому завдяки освітньому комплексу, що поставляє кадри. У місті існує велика кількість наукомістких бізнесів, розвинена ІТ-індустрія.
НДІ при вишах: Сибірський фізико-технічний інститут, НДІ прикладної математики й механіки, НДІ біології й біофізики — при Томськом державному університеті; НДІ ядерної фізики, НДІ високих напруг, НДІ електронної інтроскопії — при Томському політехнічному університеті; НДІ автоматики й електромеханіки університеті систем керування й радіоелектроніки; усього 11 НДІ.
У Томський науковий центр Сибірського відділення Російської академії наук входять 9 науково-дослідних інститутів, у тому числі оптики атмосфери, хімії нафти, потужнострумової електроніки, фізики міцності й матеріалознавства, моніторингу кліматичних і екологічних систем. У складі Томського наукового центру Сибірського відділення Російської академії медичних наук — 6 НДІ: кардіології, онкології, фармакології, генетики, психічного здоров'я, акушерства, гінекології й перинатології. Крім того, є окремі НДІ курортології й фізіотерапії й НДІ вакцин і сироваток.
У 1880 році засновано ботанічний сад.
На честь Томська названий астероїд 4931 Томськ.

## Культура

### Музеї
- Томський обласний художній музей
- Томський обласний краєзнавчий музей
- Томський музей дерев'яного зодчества
- Музей історії Томська
- Меморіальний музей «Слідча в'язниця НКВС»

## Українська громада міста
На початку ХХ століття — невелика українська громада; до 1917 року українські студенти мали свою громаду (1908 — 40 осіб). Після лютневої революції 1917 року Томськ — один з осередків українського життя в Сибіру: діяла Українська Окружна Рада, постала українська військова формація, з'являвся двотижневик «Українське Слово». 1926 року в Томську мешкало 1200 українців, 1970 року — 9000.

## Відомі люди

### Уродженці
- Большаніна Марія Олександрівна (1898—1984) — радянський учений-фізик.
- Денисов Едісон Васильович (1929—1996) — радянський і російський композитор, музикознавець, громадський діяч.
- Карпенко Георгій Володимирович (1910—1977) — академік АН УРСР з 1967 року, директор Фізико-механічного інституту АН УРСР (1952—1971).
- Касаткін Борис Сергійович (1919—1993) — український радянський науковець-матеріалознавець, член-кореспондент АН УРСР.
- Розенберг Олег Олександрович (1937—2011) — український науковець-матеріалознавець, інженер-конструктор, доктор технічних наук.
- Рукавишніков Микола Миколайович (1932—2002) — льотчик-космонавт СРСР, двічі Герой Радянського Союзу.
- Соболєвський Петро Станіславович (1904—1977) — радянський російський актор.
- Степанов Лев Борисович (1908—1971) — радянський російський композитор.
- Тюшов Володимир Миколайович (1866—1936) — російський краєзнавець і дослідник Камчатки, лікар.
- Фрид Валерій Семенович (1922—1998) — російський сценарист.
- Чернов Олексій Петрович (1908—1979) — радянський російський актор театру і кіно.

### Особи, пов'язані з містом
- Корогодський Зіновій Якович (1926—2004) — театральний режисер і педагог.